# جکسن بک
جکسن بک (انگلیسی: Jackson Beck؛ ۲۳ ژوئیهٔ ۱۹۱۲ – ۲۸ ژوئیهٔ ۲۰۰۴) بازیگر، صداپیشه، مجری و گویندهٔ رادیو اهل ایالات متحده آمریکا بود.

## گزیده فیلم‌شناسی
- پول را بردار و فرار کن